# Custer City
Custer City és un poble dels Estats Units a l'estat d'Oklahoma. Segons el cens del 2000 tenia 393 habitants.

## Demografia
Segons el cens del 2000, Custer City tenia 393 habitants, 169 habitatges, i 110 famílies. La densitat de població era de 252,9 habitants per km².
Dels 169 habitatges en un 29% hi vivien nens de menys de 18 anys, en un 56,2% hi vivien parelles casades, en un 5,9% dones solteres, i en un 34,9% no eren unitats familiars. En el 32,5% dels habitatges hi vivien persones soles el 13% de les quals corresponia a persones de 65 anys o més que vivien soles. El nombre mitjà de persones vivint en cada habitatge era de 2,33 i el nombre mitjà de persones que vivien en cada família era de 2,93.
Per edats la població es repartia de la següent manera: un 24,4% tenia menys de 18 anys, un 8,7% entre 18 i 24, un 23,4% entre 25 i 44, un 26,5% de 45 a 60 i un 17% 65 anys o més.
L'edat mediana era de 39 anys. Per cada 100 dones de 18 o més anys hi havia 103,4 homes.
La renda mediana per habitatge era de 30.500 $ i la renda mediana per família de 39.000 $. Els homes tenien una renda mediana de 33.571 $ mentre que les dones 13.409 $. La renda per capita de la població era de 15.165 $. Entorn del 18,4% de les famílies i el 27,1% de la població estaven per davall del llindar de pobresa.

## Poblacions més properes
El següent diagrama mostra les poblacions més properes.